# Neotachycines minorui
Neotachycines minorui is een rechtvleugelig insect uit de familie grottensprinkhanen (Rhaphidophoridae). De wetenschappelijke naam van deze soort is voor het eerst geldig gepubliceerd in 2003 door Sugimoto & Ichikawa.